# Distoleon crampeli
Distoleon crampeli is een insect uit de familie van de mierenleeuwen (Myrmeleontidae), die tot de orde netvleugeligen (Neuroptera) behoort. 
Distoleon crampeli is voor het eerst wetenschappelijk beschreven door Esben-Petersen in 1933.